# Стандартно отклонение
В теорията на вероятностите и статистиката стандартно отклонение (англ. standard deviation) е мярка на разсейването, или разпръскването, вариацията още, на данни, и също така мярка за вероятностното им разпределение. Ниско стандартно отклонение означава, че данните или точките, които го описват на графика, се групират много близо до една и съща стойност (средна стойност), докато голямо стандартно отклонение предполага, че данните са разположени върху голям набор от стойности.
Така например, средната височина за възрастните мъже в САЩ е около 178 cm, като стандартно отклонение е около 8 cm. Това означава, че повечето мъже (около 68 %, ако се предположи нормално разпределение) имат височина в диапазон до 8 cm от средната (т.е. в интервала 170-186 cm), докато почти всички мъже (около 95%) имат височина в рамките на 15 cm от средната (163-193 cm). Ако стандартното отклонение е нулево, тогава височината на всички хора ще бъде точно 178 cm. Ако стандартното отклонение е 51 cm, това означава, че населението ще има много по-различни височини, разпределени в диапазона от около 127 до 229 cm.

## Основни математически сведения
Математически стандартно отклонение се дефинира като квадратния корен на дисперсия на случайна величина. То се използва при изчислението на стандартната грешка, при изчисляване на доверителни интервали, при статистическа проверка на хипотези и при измерване на линейни обвързаности между случайни величини.
{\displaystyle \sigma ={\sqrt {\sigma ^{2}}}={\sqrt {{\frac {1}{n-1}}\sum _{i=1}^{n}\left(x_{i}-{\bar {x}}\right)^{2}}},\quad \sigma ={\sqrt {{\frac {1}{n-1}}\sum _{i=1}^{n}\left(x_{i}-{\bar {x}}\right)^{2}}},\quad {\bar {x}}={\frac {1}{n}}\sum _{i=1}^{n}x_{i}={\frac {1}{n}}(x_{1}+\cdots +x_{n}),}
където {\displaystyle \sigma \,\!} — стандартното отклонение на средноквадратическото отклонение на случайната величина X относно нейното математическо очакване; {\displaystyle \sigma ^{2}\,\!} — дисперсията; {\displaystyle x_{i}\,\!} — i-тия елемент на данните; {\displaystyle {\bar {x}}\,\!} — средно аритметическо на данните; {\displaystyle n\,\!} – брой на данните.

## Свойства
Повдигането на индивидуалните разлики на квадрат създава ефекта, че увеличава тежестта (наказва или пенализира) на стойностите по-големи от единица. Така при по-висока разпръснатост на стойностите стандартното отклонение е по-голямо от средноаритметично на отклоненията, неповдигнати на квадрат.

## Правилото три сигма
Правилото три сигма ({\displaystyle 3\sigma \,\!}) — практически всички стойности в нормалното разпределение на случайна величина принадлежат на интервала {\displaystyle \left[{\bar {x}}-3\sigma ;{\bar {x}}+3\sigma \right]}. Или по-точно – с достоверност не по-малка от 99,7 %, стойността на нормално разпределена случайна величина лежи в указания интервал.
При условие, че величината {\displaystyle {\bar {x}}} е истинската, а не е получена в резултат на обработки на разпределението.
Ако истинската величина е неизвестна, то се използва не {\displaystyle \sigma }, а {\displaystyle s}. Така, правило 3-те сигма се преобразува в правило трите {\displaystyle s}.

## Основни исторически сведения
Терминът стандартно отклонение е използван за първи път в писмен вид от Карл Пиърсън през 1894 г. след като го е използвал в лекциите си. Той е като заместител и алтернатива на подобна идея използвана по-рано: например Гаус използва „средна грешка“. Полезно свойство на стандартното отклонение е, че за разлика от дисперсията, която е стандартното отклонение на квадрат, се изразява в същите единици като данните.